# Natick
Natick és una població dels Estats Units a l'estat de Massachusetts. Segons el cens del 2006 tenia 31.975 habitants.

## Demografia
Segons el cens del 2000, Natick tenia 32.170 habitants, 13.080 habitatges, i 8.528 famílies. La densitat de població era de 823,7 habitants/km².
Dels 13.080 habitatges en un 30,3% hi vivien nens de menys de 18 anys, en un 54,5% hi vivien parelles casades, en un 8,2% dones solteres, i en un 34,8% no eren unitats familiars. En el 28,3% dels habitatges hi vivien persones soles el 9,8% de les quals corresponia a persones de 65 anys o més que vivien soles. El nombre mitjà de persones vivint en cada habitatge era de 2,42 i el nombre mitjà de persones que vivien en cada família era de 3,02.
Per edats la població es repartia de la següent manera: un 23% tenia menys de 18 anys, un 5,1% entre 18 i 24, un 34,3% entre 25 i 44, un 23,3% de 45 a 60 i un 14,3% 65 anys o més.
L'edat mediana era de 38 anys. Per cada 100 dones de 18 o més anys hi havia 85,3 homes.
La renda mediana per habitatge era de 69.755 $ i la renda mediana per família de 85.715$. Els homes tenien una renda mediana de 51.964 $ mentre que les dones 41.060$. La renda per capita de la població era de 36.358$. Entorn de l'1,7% de les famílies i el 2,8% de la població estaven per davall del llindar de pobresa.